# Oscar Mottura
Oscar Luis Mottura (nacido en Rosario el 13 de septiembre de 1934) es un exfutbolista argentino. Se desempeñaba como delantero y su primer club fue Rosario Central.

## Carrera

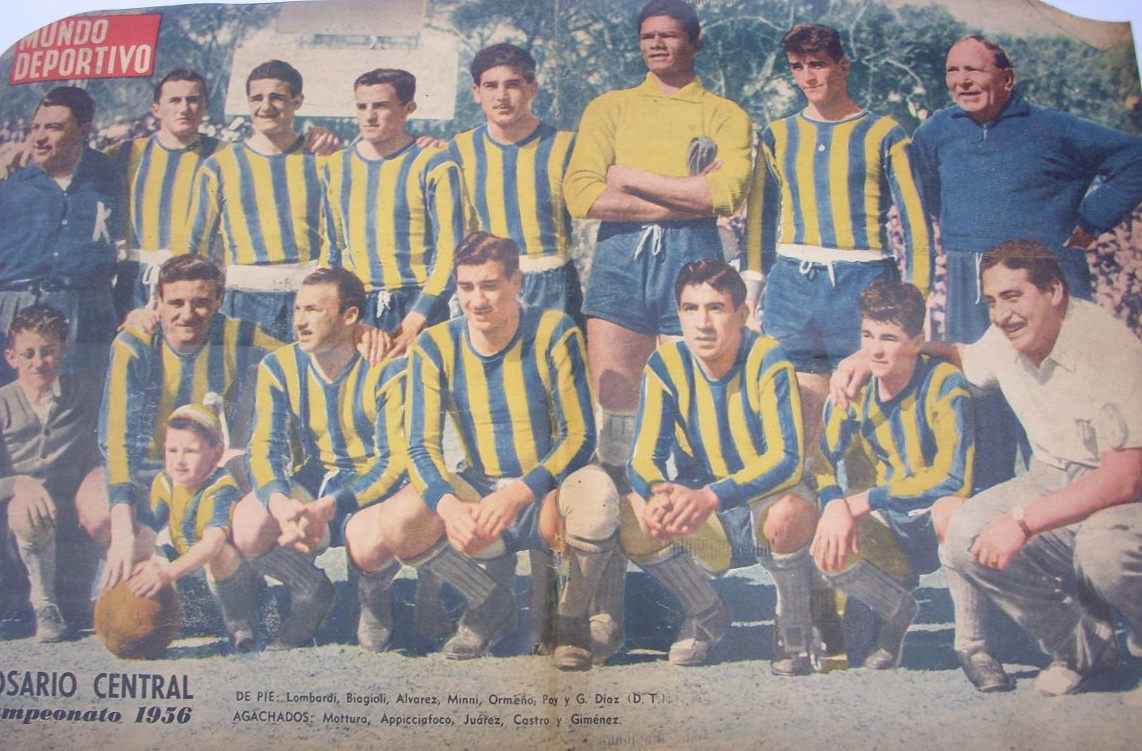
Rosario Central en 1956. Parados: Juan Lombardi, Juan Carlos Biagioli, Carlos Álvarez, José Minni, Wálter Ormeño, José Poi, Gerónimo Díaz (entrenador); hincados: Oscar Mottura, Roberto Appiciafuocco, Miguel Antonio Juárez, Juan Castro, Ricardo Giménez.

Siendo su puesto el de puntero derecho, su debut se produjo en el encuentro correspondiente a la 9.ª fecha del Campeonato de Primera División 1954, cuando el 6 de junio Rosario Central igualó con Vélez Sarsfield en un tanto como visitante; el entrandor canalla era Fermín Lecea. Para la temporada siguiente, con la llegada al cargo de director técnico de Alfredo Fógel, Mottura se convirtió en habitual titular, acompañado en la línea ofensiva por Oscar Alberto Massei (goleador del Campeonato de 1955), Antonio Gauna, Antonio Vilariño. En 1957 se hizo presente en la red del clásico rosarino, al marcar un tanto en la victoria de su equipo ante Newell's Old Boys por 3-1 en Arroyito, partido disputado el 29 de septiembre. Tuvo su mayor aporte goleador en el Campeonato de 1958, al convertir 11 goles, siendo el máximo anotador de su equipo en el torneo. Dejó Rosario Central tras haber vestido la casaca auriazul en 93 ocasiones, marcando 28 tantos.
Sus buenas actuaciones defendiendo a Rosario Central le valieron la atención de Racing Club, equipo que lo llevó a sus filas en 1959; su permanencia en el cuadro de Avellaneda se prolongó hasta el año siguiente.
En 1961 emigró al fútbol colombiano, fichando por Independiente Santa Fe. Con el equipo bogotano disputó la Copa Libertadores 1961, en la que convirtió un gol; fue ante Palmeiras  el 28 de mayo, en la derrota de su equipo 4-1. Compartió equipo con Zipa González, Osvaldo Panzutto, Alberto Perazzo, entre otros.
Para 1962 había cambiado de equipo y ciudad; pasó a Independiente Medellín, con el que tuvo una gran temporada, ya que marcó 21 goles y terminó segundo en la tabla de goleadores, detrás de José Omar Verdún, quien convirtió 36 tantos.

## Clubes
| Club                   | País      | Año       |
| ---------------------- | --------- | --------- |
| Rosario Central        | Argentina | 1954-1958 |
| Racing Club            | Argentina | 1959-1960 |
| Independiente Santa Fe | Colombia  | 1961      |
| Independiente Medellín | Colombia  | 1962      |